# Leptochiton cancelloides
Leptochiton cancelloides är en blötdjursart som beskrevs av Kaas 1982. Leptochiton cancelloides ingår i släktet Leptochiton och familjen Leptochitonidae.
Artens utbredningsområde är Filippinerna. Inga underarter finns listade i Catalogue of Life.